# Seven Network
Seven Network ist eine der wichtigsten australischen Rundfunkgesellschaften. Es ist einer der fünf großen australischen Privatsender.

## Sendungen

### US-amerikanische Sendungen
- The Amazing Race
- Body of Proof
- Bones – Die Knochenjägerin
- Boston Legal
- Castle
- Commander in Chief
- Desperate Housewives
- Grey’s Anatomy
- How I Met Your Mother
- Las Vegas
- Lost
- My Name Is Earl
- Prison Break
- Private Practice

### Australische Sendungen
- Blue Heelers
- All Saints
- Home and Away
- Border Security
- Medical Emergency
- Dancing with the Stars
- It Takes Two
- Deal or No Deal
- The Great Outdoors
- Better Homes and Gardens
- The Mole: The Amazing Game
- Search for Treasure Island

### Nachrichten
- Sunrise
- Weekend Sunrise
- Seven Morning News
- Seven's 4.30pm News
- Seven News
- Seven's Late News Updates

## Sport
Das Seven Network war Inhaber aller wichtigen australischen Sportrechte, bis sich 2001 das Nine Network und das Network Ten gemeinsam die Sportrechte für die Australian Football League (AFL) sicherten, nachdem die AFL 40 Jahre nur bei Seven Network gesendet worden war.

## Callsigns
In jeder Region Australiens läuft der Sender unter einer anderen Bezeichnung mit den speziellen Nachrichten für die jeweilige Region; ähnlich wie in den USA.
- ATN-7, Sydney
- HSV-7, Melbourne
- BTQ-7, Brisbane
- SAS-7, Adelaide
- TVW-7, Perth